# Лунде, Джон
Джон Артур Лунде (род. 14 марта 1948 года) — норвежский государственный служащий, кандидат юридических наук.

## Биография
Джон Лунде родился 14 марта 1948 года, в 1974 году он был принят на работу в Министерство обороны. Состоял в составе норвежской делегации в НАТО с 1976 по 1980 год. Спустя 12 лет, в 1992 он стал помощником заместителя государственного секретаря в министерстве обороны и проработал на этой должности 3 года. С 1995 по 2008 год занимал должность постоянного заместителя государственного секретаря.